# Szczelina odbytu
Szczeliny okołoodbytnicze – nadżerki, nienaturalne pęknięcia skóry w okolicach odbytu, które tworzą się w przebiegu biegunek lub często oddawanych stolców, niekiedy zapartych, konieczne jest ich leczenie pod nadzorem lekarza. Objawami są jasnoczerwone plamy krwi widoczne na papierze toaletowym. Mogą powodować ostry ból po wypróżnieniu, ale w przypadku przewlekłego przebiegu ból jest słabo nasilony.

## Etiologia
Większość szczelin odbytu powstaje w wyniku przekroczenia możliwości rozciągania śluzówki odbytu. Szczeliny odbytu występują częściej przykładowo u kobiet po porodzie, po trudnych defekacjach, seksie analnym i  u niemowląt w wyniku zaparć.
Podział etiopatogenetyczny: 
- szczelina ostra - powstaje nagle podczas oddawania twardego kału
- szczelina przewlekła - następstwo nadkażenia i utrzymywania się przewlekłego stanu zapalnego

## Zapobieganie
U dorosłych w zapobieganiu szczeliny odbytu może pomóc unikanie:
- natężonych defekacji
- seksu analnego albo przynajmniej używanie lubrykantu

## Leczenie
W terapii pierwszego rzutu w ostrych i przewlekłych szczelinach odbytu poleca się leczenie niechirurgiczne. Zwyczajowe leczenie obejmuje hydroterapię, stosowanie środków znieczulających miejscowo i odpowiednią dietę.
Chroniczne szczeliny odbytu są trudne w leczeniu ze względu na słabe ukrwienie okolicznych tkanek. Dlatego w 1994 roku zaproponowano wprowadzenie do leczenia maści z nitrogliceryną, która rozszerza naczynia krwionośne. Następnie w 1999 roku wprowadzono maść z blokerem kanału wapniowego – nifedypiną. W kolejnym roku zastosowano inny bloker wapnia – diltiazem. W Polsce w chwili obecnej dostępna jest w sprzedaży jedynie maść z nitrogliceryną. Jej wadą jest jednak to, że może być przyczyną bólów głowy, ponieważ wchłania się do krążenia ogólnego. Pozostałe dwa leki są sporadycznie przepisywane jako składniki maści recepturowych ze względu na brak odpowiednich gotowych postaci leku.
Połączeniem metody farmakologicznej z chirurgiczną jest zastrzyk z botuliny do zwieracza odbytu. Botulina poraża mięsień, działając bezpośrednio na płytkę motoryczną i powoduje jego rozluźnienie. Ta metoda została pierwszy raz użyta w roku 1993.

## Klasyfikacja ICD10
| kod ICD10     | nazwa choroby                                  |
| ------------- | ---------------------------------------------- |
| ICD-10: K60   | Szczelina i przetoka okolic odbytu i odbytnicy |
| ICD-10: K60.0 | Ostra szczelina odbytu                         |
| ICD-10: K60.1 | Przewlekła szczelina odbytu                    |
| ICD-10: K60.2 | Szczelina odbytu, nie określona                |